# 2124 Nissen
2124 Nissen eller 1974 MK är en asteroid i huvudbältet som upptäcktes den 20 juni 1974 av Félix Aguilar-observatoriet. Den är uppkallad efter den argentinske astronomen Juan Nissen.
Asteroiden har en diameter på ungefär 14 kilometer och den tillhör asteroidgruppen Eos.